# Goran Knežević
Goran Knežević (en serbe cyrillique : Горан Кнежевић ; né le 12 mai 1957 à Banatski Karlovac) est un ancien basketteur et un homme politique serbe. Il est membre du Parti progressiste serbe (SNS). Du 27 juillet 2012 au 29 août 2013, il a été ministre de l'Agriculture, de la Forêt et de la Gestion de l'eau dans le gouvernement d'Ivica Dačić.

## Carrières professionnelle et sportive
Goran Knežević naît le 12 mai 1957 à Banatski Karlovac, près d'Alibunar. Il effectue ses études élémentaires à Zrenjanin puis ses études secondaires au lycée de la ville. Il étudie ensuite à la Faculté d'économie de l'université de Belgrade, dont il sort diplômé. Après ses études, il travaille pour le combinat Servo Mihalj de Zrenjanin, dans lequel il devient directeur de la société SM Turist.
Goran Knežević devient joueur professionnel de basket-ball et joue au KK Partizan, au KK Vojvodina et au KK Proleter Zrenjanin. Lors de la saison 1978-1979, il fait partie de l'équipe du KK Partizan qui remporte le championnat de Yougoslavie de basket-ball. En 2005, il devient président de la Fédération de basket-ball de Serbie-et-Monténégro, poste qu'il occupe jusqu'en 2006.

## Carrière politique

### Avec le Parti démocratique
Goran Knežević commence sa carrière politique au Parti démocratique (DS) et, après la révolution des bulldozers d'octobre 2000, qui met fin au régime de Slobodan Milošević, il est élu président de l'assemblée municipale de Zrenjanin. Aux élections législatives du 28 décembre 2013, il participe à la coalition emmenée par Boris Tadić, le président du DS, qui obtient 12,58 % des suffrages et 37 représentants à l'Assemblée de la République de Serbie. Knežević est élu député.
Le 3 octobre 2004, à la suite des élections locales, en tant que candidat du Parti démocratique, il est élu président (en serbe : predsednik) de la municipalité de Zrenjanin. En 2007, dans le cadre de cette fonction, il obtient une récompense en étant désigné comme « Maire visionnaire » (Gradonačelnik sa vizijom) et Zrenjanin obtient le titre de « Ville de l'avenir » (Grad budućnosti). Après les élections locales de 2008, le 13 juin, après le changement de statut de Zrenjanin, Goran Knežević devient le premier « maire » (gradonačelnik) de la Ville.
En revanche, le 1er octobre 2008, Goran Knežević est arrêté dans le cadre de la lutte contre la « mafia de la construction » (građevinska mafija),,. L'action est dirigée par le procureur spécial chargé du crime organisé et, le 1er avril 2009, ce procureur décide du maintien en détention ; Knežević est accusé d'association de malfaiteurs, d'abus de pouvoir et de corruption. Le 4 novembre 2009, il est libéré pour pouvoir préparer sa défense et il est définitivement acquitté le 1er novembre 2012. Au cours de sa détention, il a été démis de sa fonction de maire le 23 avril 2009.

### Avec le Parti progressiste serbe
Le 27 janvier 2010, Goran Knežević rejoint le Parti progressiste serbe (SNS) de Tomislav Nikolić[réf. nécessaire].
Aux élections législatives du 6 mai 2012, il figure ainsi sur la liste de la coalition Donnons de l'élan à la Serbie, emmenée par Nikolić. L'alliance obtient 24,04 % des suffrages et envoie 73 représentants à l'Assemblée nationale de la République de Serbie. Knežević est élu député. Parallèlement, les élections locales qui ont lieu à la même date, lui permettent de redevenir maire de Zrenjanin le 6 juillet 2012.
Il renonce à ses mandats parlementaires et locaux et, le 27 juillet 2012, il est élu ministre de l'Agriculture, de la Forêt et de la Gestion de l'eau dans le gouvernement d'Ivica Dačić soutenu par le nouveau président Nikolić.
À la suite d'une longue crise au sein de la coalition gouvernementale, Ivica Dačić exclut le parti Régions unies de Serbie (URS) du gouvernement et, notamment, son représentant le plus éminent, président de ce parti et ministre des Finances et de l'Économie, Mlađan Dinkić. Le remaniement a lieu le 2 septembre 2013 et bien que Goran Knežević ne soit pas membre de l'URS, il n'est pas réélu ministre.

## Vie privée
Goran Knežević est marié et père de quatre enfants.